# Roser Vilallonga i Tena
Roser Vilallonga i Tena, coneguda professionalment com a Roser Vilallonga (Barcelona, abril de 1960) és una fotoperiodista catalana que forma part de l'equip de fotògrafs de La Vanguardia des de 1992; anteriorment havia col·laborat amb diversos diaris i revistes, com El Periódico de Catalunya, Tribuna, Claro o Capalera.
Forma part del Consell General del Sindicat de Periodistes de Catalunya.

## Biografia
Des d'adolescent va quedar captivada pel món de la fotografia. Com ella mateixa explica: «El "concepte fotogràfic" de la meva infància el va ocupar una Instamatic amb flaixcub, fins que un dia, complerts els 16, vaig descobrir amagada en un calaix una antiga càmera (una Franka) que els meus pares ja no utilitzaven perquè "era molt difícil d'utilitzar i, de vegades, les fotos no sortien"; aquesta dificultat en forma de llum, diafragma i obturador em va captivar fins al punt que vaig decidir que volia ser fotògrafa.»
Malgrat la descoberta de la seva passió, no va aprofundir seriosament en aquesta disciplina fins als 30 anys, quan es va adonar que, en el camp professional, li calia donar un gir a la seva vida i conduir-la segons els seus desitjos. Abans, va estudiar Filologia a la Universitat Autònoma de Barcelona (1978 - 1981) i Periodisme a la Universitat de Barcelona (1981 - 1985).

## Fotoperiodisme
En una entrevista de 2008, amb relació a la inauguració de la seva exposició al Palau Robert de Barcelona, va afirmar que feia fotos perquè el fascinava el poder d'acció que la fotografia té sobre la memòria, el conscient i el subconscient de les persones, i també perquè el commovia el fet que aquesta pugui provocar sentiments, tant en el fotògraf com en el fotografiat o en aquell que finalment veu la fotografia.
Ha viatjat per diferents llocs i països i ha captat imatges quotidianes que per a molts passen desapercebudes, i que reflecteixen el dolor, la misèria, la fam i el sofriment, però també l'esperit de supervivència i de solidaritat de les persones. Sempre s'involucra amb els protagonistes de les seves fotos. Així, d'entre els seus múltiples reportatges fotogràfics mostra, per exemple, la marginalitat viscuda per alguns immigrants de Barcelona situats a la Plaça Catalunya, o el sofriment dels ingressats a l'hospital geriàtric Perecamps (Bellvitge) alleujat gràcies a l'afecte mostrat pel personal sanitari.
La seva mirada personal també viatja a països amb un paisatge polític i humà desolador, abatuts per la pobresa i les guerres; com en el cas de les seves fotografies de Cuba, que reflecteixen l'esperit de supervivència davant les condicions precàries viscudes pels cubans, o les instantànies de la vida a Chiapas, un racó oblidat del món on homes i dones sobreviuen amb prou feines dia a dia; fins i tot un drama en ple segle XXI: l'èxode de milers d'albanokosovars expulsats de les seves terres per les tropes sèrbies.
La voluntat de superació, l'esforç i la resistència davant l'adversitat estan sempre presents en els reportatges fotogràfics de Roser Vilallonga. Opina que en el fotoperiodisme no tot s'hi val, i que l'honestedat és un grau i un graó que només es justifica si es puja cada dia.

## Obra
El 2001 el Canal 33 va dedicar-li un espai al seu programa "Fotògrafs", en el que parlava del seu reportatge realitzat tres anys abans en els camps de desplaçats de Chiapas, i un altre en el que presenta el seu treball Oblidats a plaça Catalunya, i que estava centrat en els subsaharians que malvien als carrers del centre de Barcelona.
L'any 2005 el Centre de Fotografia Documental de Barcelona va projectar part de la seva obra al CCCB dins del marc ¡A la calle!, on també s'exhibien les fotos dels fotògrafs de premsa Danny Caminal, Elisenda Pons i Susanna Sáez.
Va presentar la seva obra a l'Expo Saragossa 2008 a l'espai "Ágora: Medio ambiente y sostenibilidad a través de la fotografía", juntament amb Parvati Naïr, on parlaven del poder de conscienciació de la fotografia, del seu impacte emocional i del compromís dels fotògrafs en la lluita contra la pobresa amb relació a l'aigua. Arran d'aquest esdeveniment Naïr comenta en el seu llibre A Different Light: The Photography of Sebastião Salgado que la fotògrafa estava decebuda amb el llibre Genesis del fotoperiodista brasiler Sebastião Salgado, ja que aquest és un fotògraf de persones, i no de llocs o animals, opinió que compartien moltes altres persones en aquell moment.
Ha exposat al Palau Robert de Barcelona la col·lecció de fotografies Tibet al cor (2008), i posteriorment al Centre Cultural Blanquerna de Madrid (2009) i a la Casa del Tibet de Barcelona (2010); les imatges són fruit de quatre viatges als camps de refugiats de l'Índia i del Nepal que va fer entre els anys 2004 i 2007. L'any 2010, conjuntament amb les també fotògrafes de premsa Elisenda Pons, Maite Cruz, Cristina Calderer, Inés Baucells, Ma Àngels Torres, Ana Jiménez i Gemma López, va fer una exposició col·lectiva a la galeria d'art Espai [b] de Barcelona: La vida en quatre fotos.

## Premis
L'any 2023 va rebre el Premi Miravisions d’Honor.